# デザートホットスプリングス (カリフォルニア州)
デザートホットスプリングス（Desert Hot Springs）は、アメリカ合衆国カリフォルニア州のリバーサイド郡にある都市。人口は3万2512人（2020年）。コーアチェラ・バレーの温泉リゾートである。ニックネームは「DHS」。

## 地理
サンバーナディーノ山脈の山嶺にあり、標高は約330メートルである。これはコーアチェラ・バレーの都市の中で最も高い。

## 歴史
温泉が発見されたのは1913年だった。しかし入植者は僅かで本格的に街造りが始まったのは第二次世界大戦後である。1940年代から1950年代にかけてスパを備えた個人経営のブティックホテルが多数開業し人気の観光地になった。1963年に法人化し自治体になった。1980年以降は高齢者向けの住宅が大量に供給され人口が急増した。
近年のデザートホットスプリングスは政治的にリベラルな傾向が強く、移民や同性愛カップルを歓迎している。また市の条例で大麻の栽培・販売を許可している。

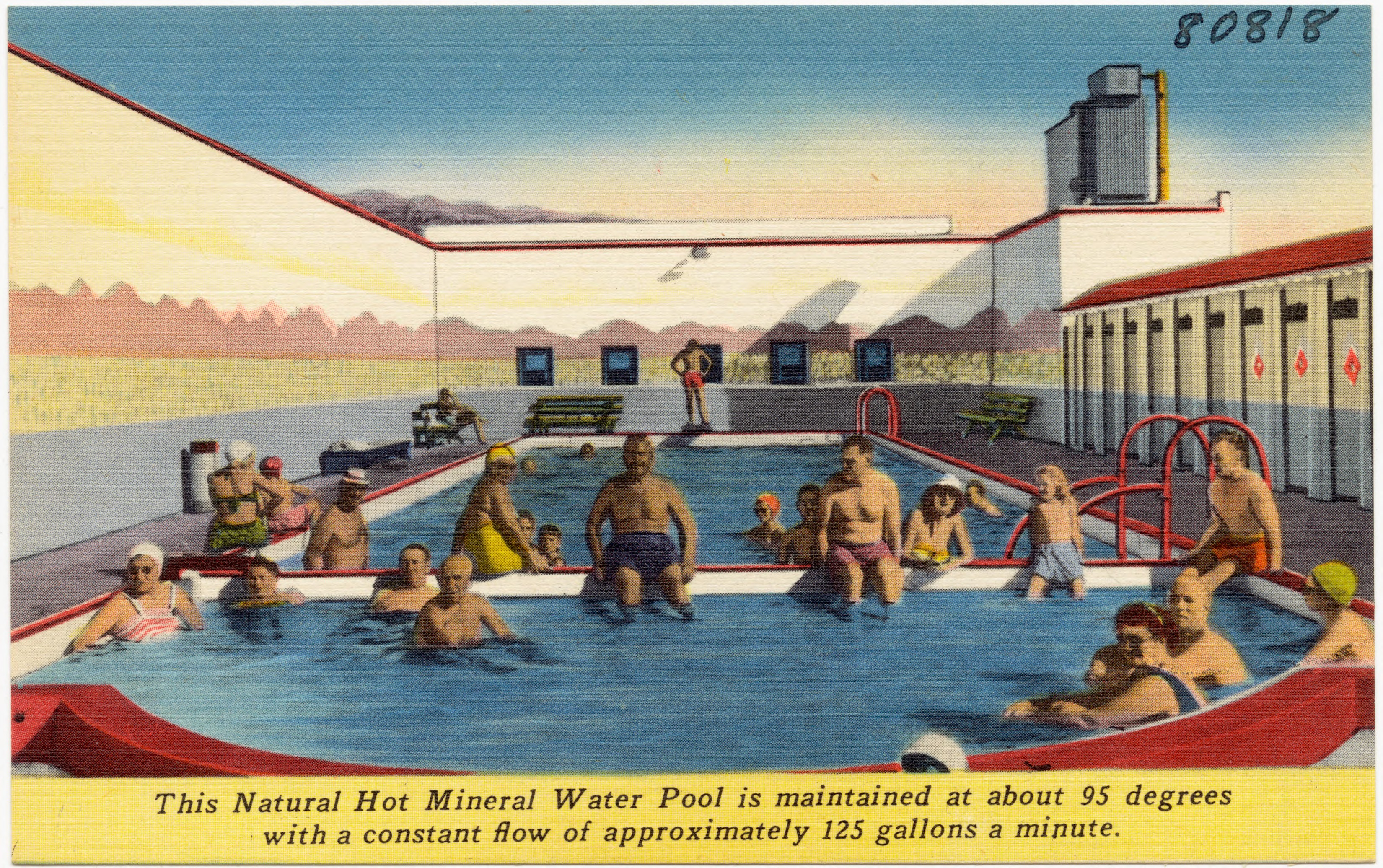
1940年代のスパ

## 住民
住民は中流階級主体であり、低所得者もかなり含まれている。2020年アメリカ合衆国国勢調査によれば、市の人口の63パーセントはヒスパニックだった。貧困率は19パーセントで全米平均値11パーセントより高かった。